# Обервальтерсдорф
Обервальтерсдорф (нім. Oberwaltersdorf) — ринкове містечко з 5013 мешканцями (станом на 1 січня 2023) у Нижній Австрії в окрузі Баден.

## Географія
Обервальтерсдорф знаходиться на річці Тріестінг у Віденській улоговині, прибл[що?] км на схід від окружного міста Баден поблизу Відня і 25 км на південь від Відня на Баден Штрассе (B 210). Залізничне сполучення існує з 1881 року через Аспангбан.

## Історія

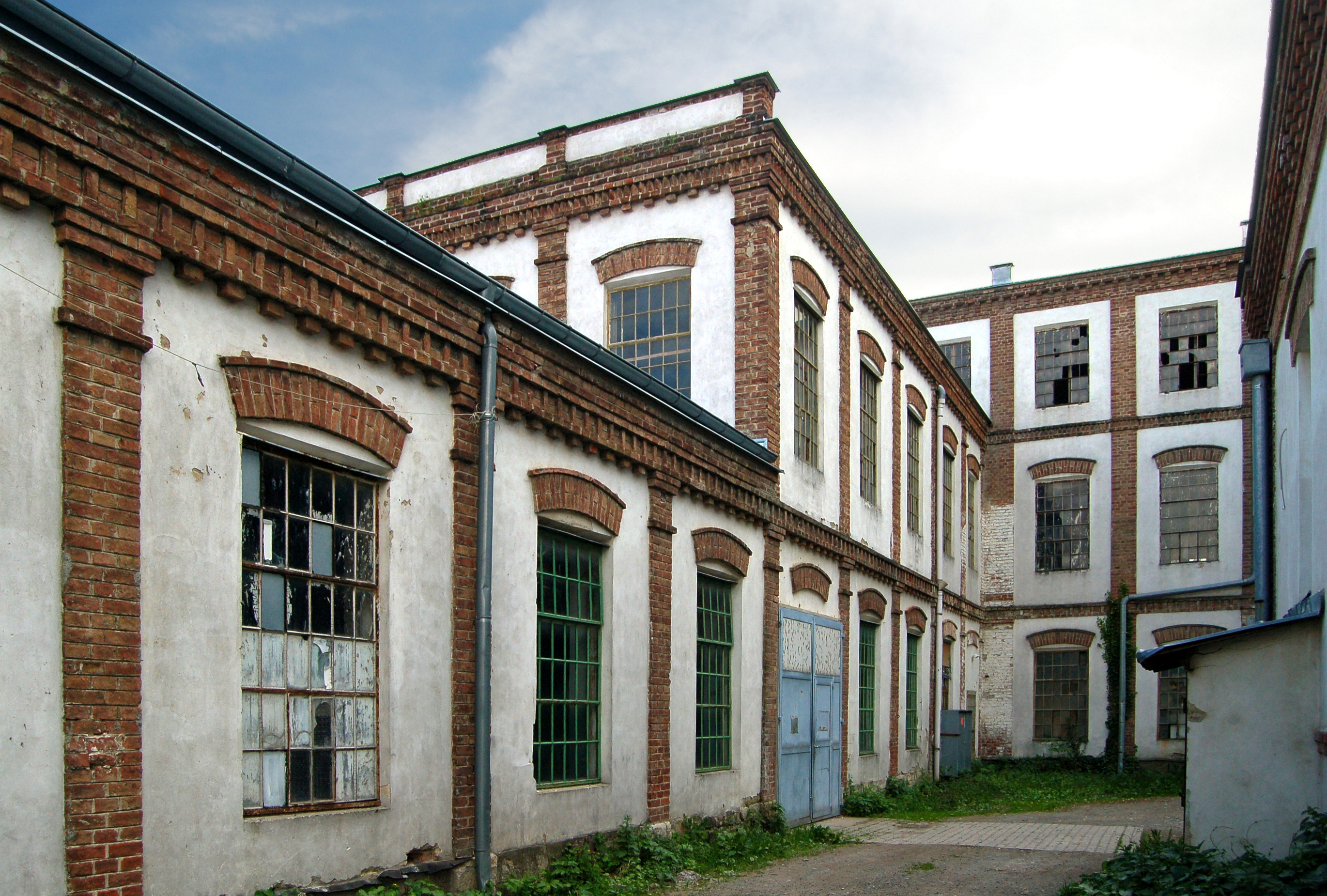
Колишня прядильна фабрика на Фабрикштрассе

З V тис. до н.е., близько 47-го століття до нашої ери е. походять перші знахідки глиняного посуду. Перші наконечники стріл, бойові сокири та кремнеподібні наконечники датуються 30-м століттям. століття до нашої ери назад. З 7 числа століття до нашої ери Є й інші глиняні знахідки.
У 991 році на цій території було засновано перше німецьке поселення. Перша письмова згадка про назву Вальтріхсдорф була в 1108 році в документах монастиря Гьоттвейг. Обервальтерсдорф був заснований герцогом Фрідріхом II. Закладено в 1234 році. У 1252 році вперше згадується церква Св. Якова. У церкві Св. Якова є зовнішня фреска 1325 року. У 1264 році монастир Геттвейг перейшов у власність Оттокару II. Римський король Альбрехт II, який також був герцогом Альбрехтом V. Австрії, на прохання Ганса фон Еберсдорфа, був дарований жителям Бальтарсдорфа 7 Квітень 1437 р. Ярмарок відразу після Дня святого Якова. Аристократи різних шляхетних династій, як власники замку Обервальтерсдорфер або як землевласники, суттєво визначили історію громади.

## Культура і пам'ятки

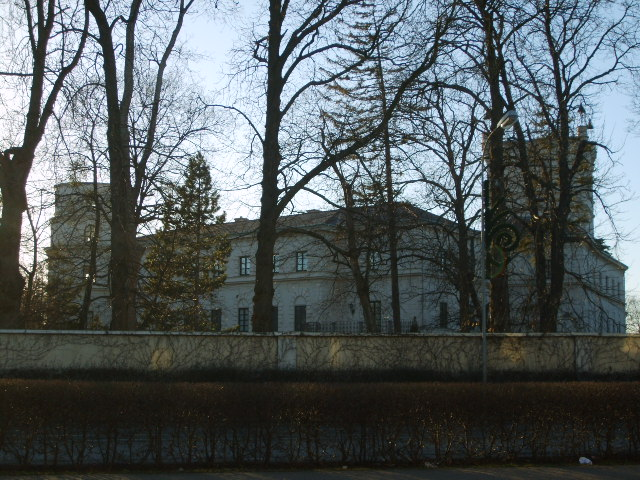
Замок Обервальтерсдорф
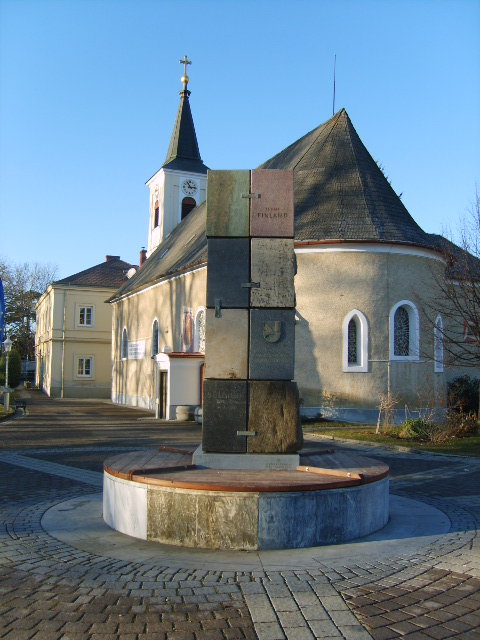
Фонтан Європи з парафіяльною церквою  Обервальтерсдорфа